# Carex kraliana
Carex kraliana là một loài thực vật có hoa trong họ Cói. Loài này được Naczi & Bryson mô tả khoa học đầu tiên năm 2002.